# Mulfingen
Mulfingen är en kommun och ort i Hohenlohekreis i regionen Heilbronn-Franken i Regierungsbezirk Stuttgart i förbundslandet Baden-Württemberg i Tyskland.
Kommunen ingår i kommunalförbundet Krautheim tillsammans med staden Krautheim och kommunen Dörzbach.